# Острів Уналга (острови Деларова)
Острів Уналга (алеут. Unalĝa ) - острів у підгрупі островів Деларова Андреянівських островів у ланцюзі Алеутських островів Аляски. Він розташований у Беринговому морі на південь від острова Гарілий, приблизно  15 км на захід від острова Кавалга. Острів, діаметр якого трохи більше 1 км, не слід плутати з одноіменним островом Уналга, який розташований між островами Акутан і Уналашка, у підгрупі Лисячих островів.